# Zygiella
Zygiella este un gen de păianjeni din familia Araneidae.

## Specii
- Zygiella atrica (C. L. Koch, 1845) — Europa, Rusia (introdusă în SUA și Canada)
- Zygiella calyptrata (Workman & Workman, 1894) — China, Myanmar, Malaysia
- Zygiella indica Tikader & Bal, 1980 — India
- Zygiella keyserlingi (Ausserer, 1871) — Europa de Sud - Est
- Zygiella kirgisica Bakhvalov, 1974 — Kîrgîzstan
- Zygiella minima Schmidt, 1968 — insulele Canare
- Zygiella nearctica Gertsch, 1964 — Alaska, Canada, SUA
- Zygiella poriensis Levy, 1987 — Israel
- Zygiella pulcherrima (Zawadsky, 1902) — Rusia
- Zygiella shivui Patel & Reddy, 1990 — India
- Zygiella x-notata (Clerck, 1757) — Holarctic, Neotropical
  - Zygiella x-notata chelata (Franganillo, 1909) — Portugalia
  - Zygiella x-notata percechelata (Franganillo, 1909) — Portugalia